# 梦幻天堂
《梦幻天堂》是一部背景为中国1930年代上海的电视剧，改编自张恨水的代表作《现代青年》。本剧由明道、李曼主演，北京天寰新宇国际传媒有限公司和香港向日葵影业有限公司投资出品，主创大多来自电视剧《金粉世家》，于2007年2月开机拍摄，5月30日杀青。

## 演员
- 明  道 饰演 周计春
- 李  曼 饰演 孔令仪
- 徐熙颜 饰演 菊芬
- 寇世勋饰演 陈建廷
- 罗  晋 饰演 陈子布
- 于  越 饰演 袁佩珠
- 曾美慧孜 饰演 程韵红
- 舒耀暄 饰演 孔善仁

## 音乐
- 主题曲《梦幻天堂》（零点乐队-朝洛蒙）